# Ana Covrig
Ana Maria Covrig (Cluj-Napoca, 8 dicembre 1994) è un'ex ciclista su strada italiana naturalizzata rumena, attiva tra le Elite dal 2014 al 2019. In carriera ha vinto consecutivamente cinque campionati nazionali in linea ed altrettanti, sempre consecutivamente, a cronometro.

## Palmarès

### Strada
- 2015 (BePink, due vittorie)

Campionati nazionali, Prova in Linea
Campionati nazionali, Prova a Cronometro
- 2016 (Inpa-Bianchi, due vittorie)

Campionati nazionali, Prova in Linea
Campionati nazionali, Prova a Cronometro
- 2017 (Top Girls Fassa Bortolo, due vittorie)

Campionati nazionali, Prova in Linea
Campionati nazionali, Prova a Cronometro
- 2018 (Eurotarget-Bianchi-Vitasana, due vittorie)

Campionati nazionali, Prova in Linea
Campionati nazionali, Prova a Cronometro
- 2019 (Eurotarget-Bianchi-Vitasana, due vittorie)

Campionati nazionali, Prova in Linea
Campionati nazionali, Prova a Cronometro

## Piazzamenti

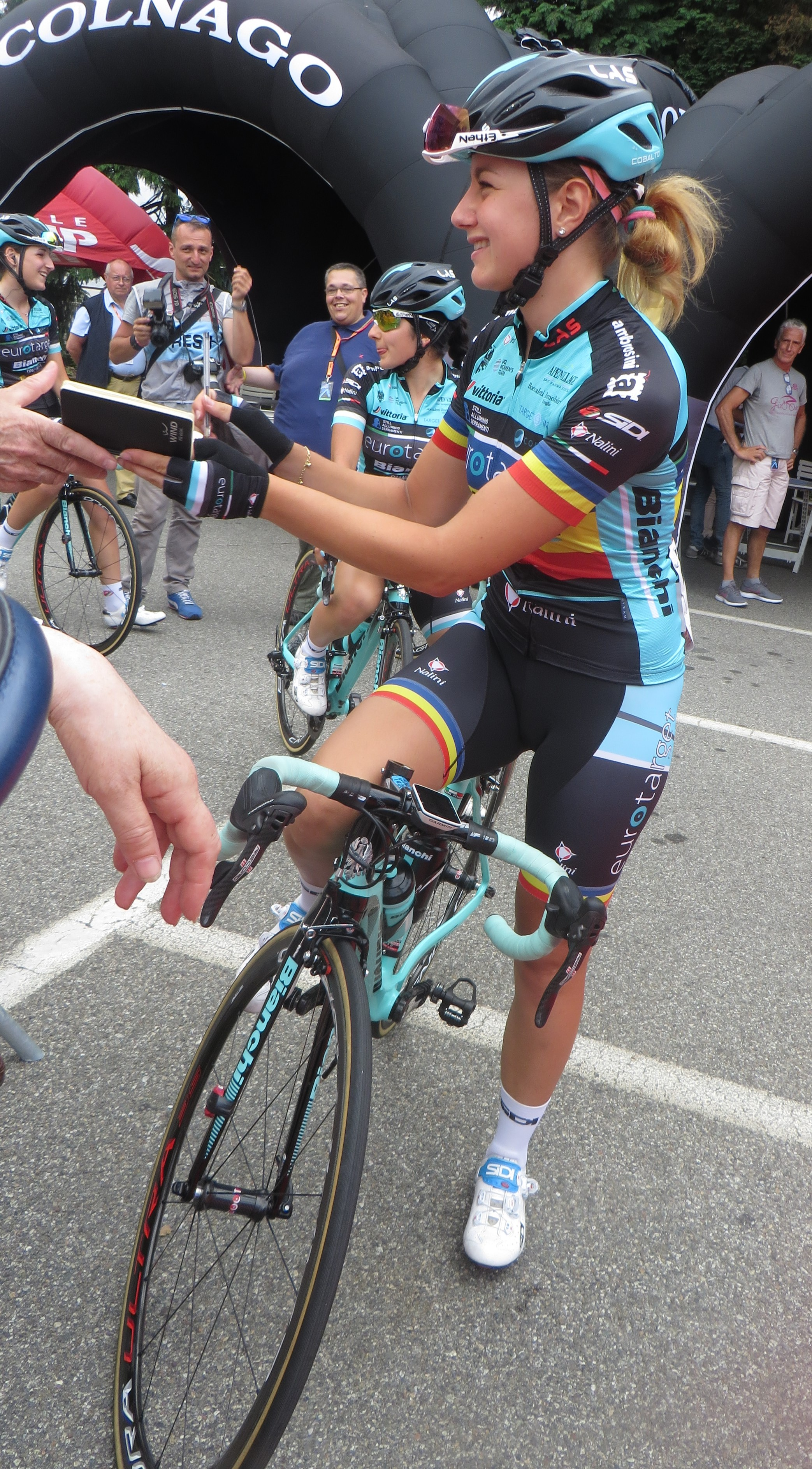
La Covrig firma autografi ad Omegna

### Grandi Giri
- Giro Rosa

2013: 102ª
2014: 110ª
2015: 94ª
2016: 21ª
2017: 38ª
2018: 84ª
2019: 111ª

### Competizioni mondiali
- Campionati del mondo

Bergen 2017 - In linea Elite: ritirata
Innsbruck 2018 - In linea Elite: ritirata